# Teo (chanteur)
Pour les articles homonymes, voir Teo.
Youri Vachtchouk (né le 24 janvier 1983, à Hidry), mieux connu sous le nom de Teo parfois stylisé en TEO, est un chanteur biélorusse.

## Biographie
Sa passion pour la musique est apparue dès l'enfance. Après 4 ans d'entraînement intensif en accordéon, Youri gagne le concours international "Scilla". Sa première compétition majeure était le projet de télévision "Zornaya Rostan."
En 2000, il est invité à travailler au concert de l'Orchestre National de Biélorussie sous le contrôle de M. Finberg.
En 2008, il est diplômé de l'Université d'Etat du Bélarus de la Culture et des Arts.
Aujourd'hui, Youri travaille avec de nombreux artistes biélorusses et étrangers comme arrangeur et compositeur. Il est coauteur de la musique de deux films russes.

## L'Eurovision
TEO a gagné la sélection "EuroFest", qui détermine le représentant de la Biélorussie au Concours Eurovision de la chanson 2014. Il représenta donc son pays à Copenhague, au Danemark avec la chanson Cheesecake, se classant 16e sur 26.